# 1 Batalion Balonowy

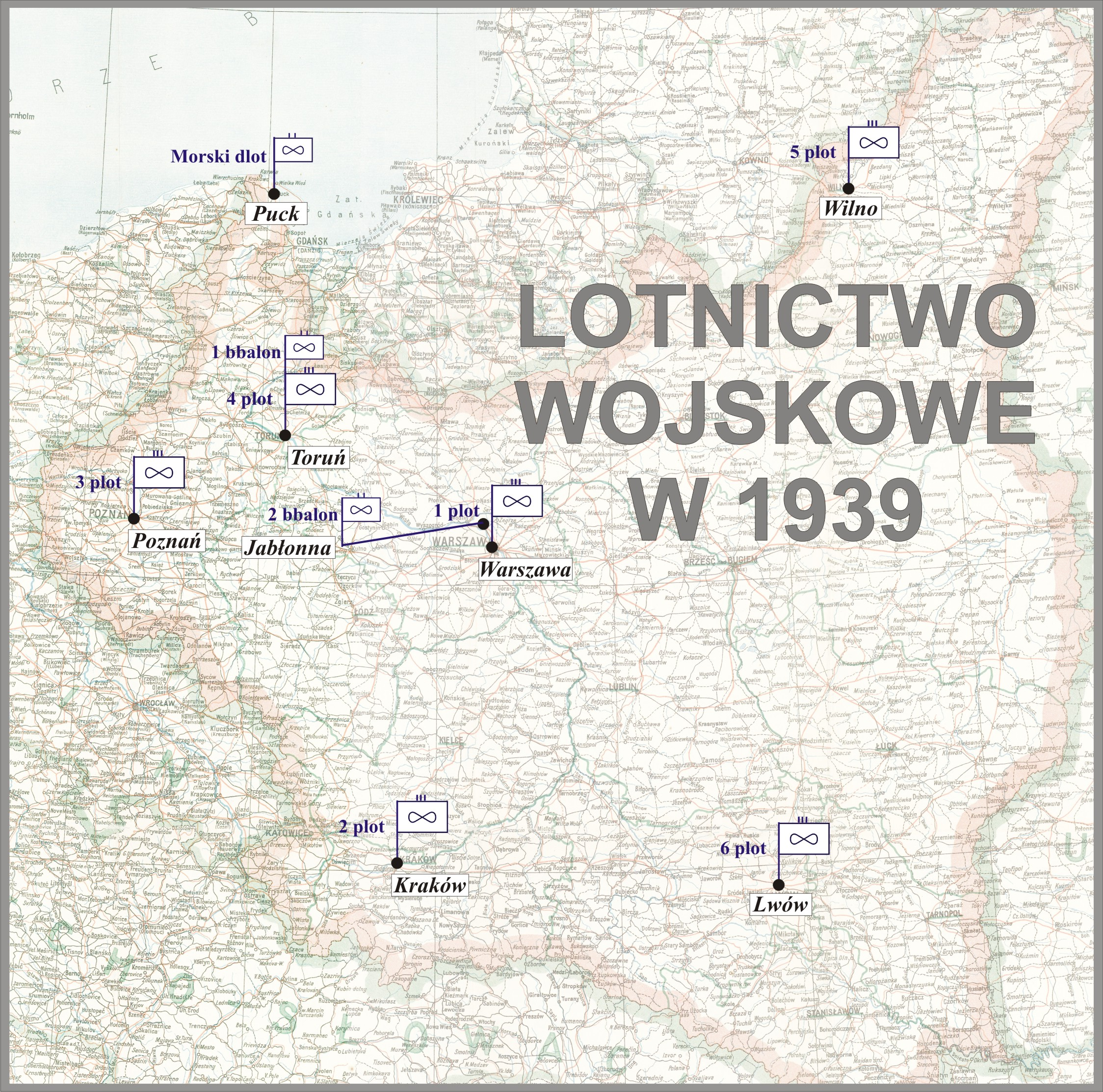
Lotnictwo wojskowe w 1939

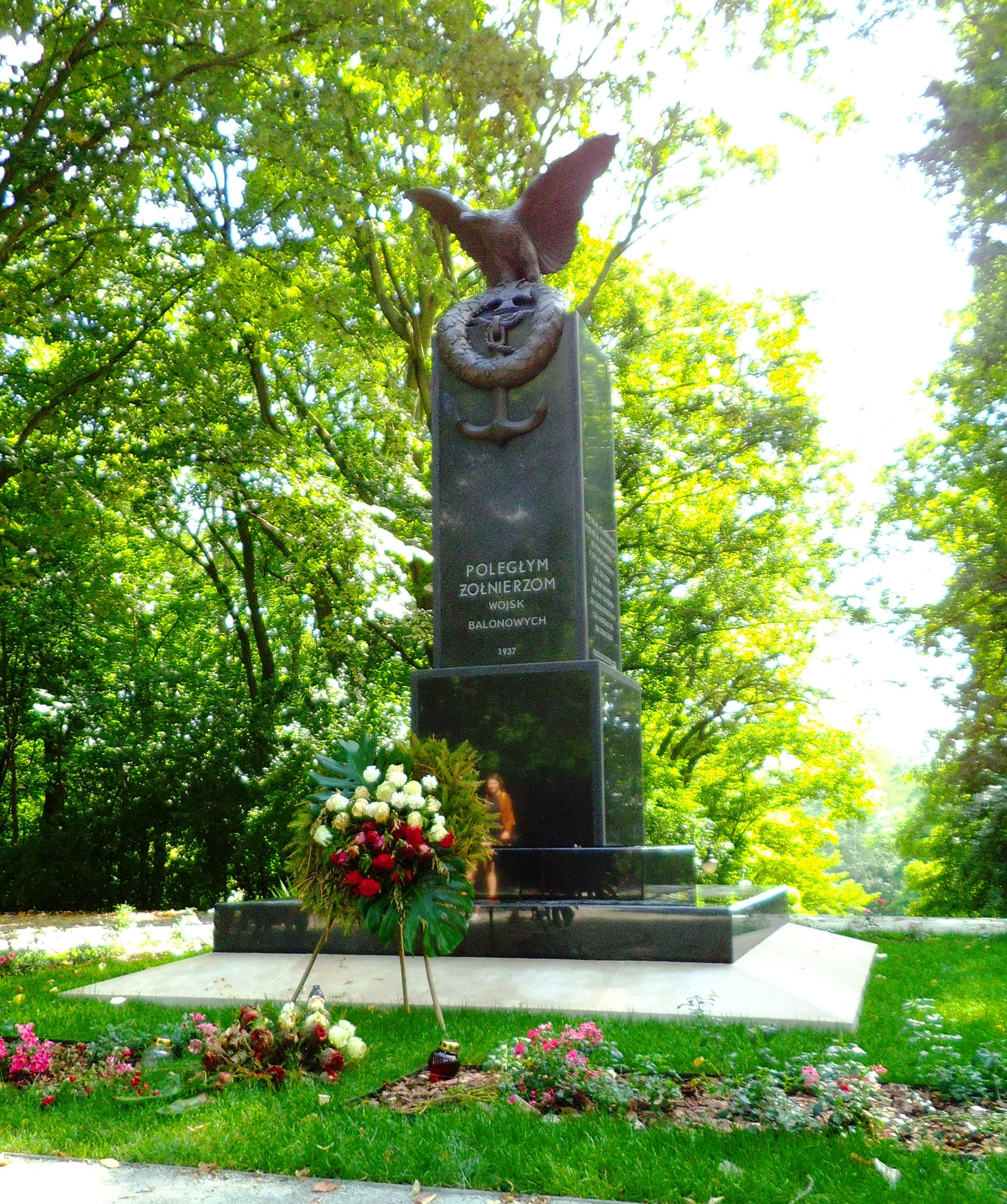
Obelisk upamiętniający żołnierzy wojsk balonowych w Toruniu

1 Batalion Balonowy (1 bbalon) – oddział Wojsk Balonowych II RP w latach 1920–1939.

## Geneza i skład
Początki 1 Batalionu Balonowego sięgają roku 1919, kiedy to w Poznaniu sformowano pierwsze pododdziały wojsk aeronautycznych. Pododdziały te zimą 1919/1920 zorganizowano w grupy aeronautyczne.
W związku z trwającą wojną polsko-bolszewicką grupy aeronautyczne skierowano w 1920 na front, gdzie przemianowane zostały na bataliony aeronautyczne.
Grupa aeronautyczna składała się z dwóch kompanii balonów obserwacyjnych o stanie: 6 oficerów oraz 187 podoficerów i szeregowych każda. Etatowe wyposażenie kompanii stanowiły 2 powłoki balonowe, 2 dźwigarki, 19 samochodów ciężarowych, 2 samochody osobowe, radio, kuchnia i 6 przeciwlotniczych ciężkich karabinów maszynowych oraz polowa wytwórnia wodoru.

## Wojna polsko-bolszewicka
Początkowo, zimą i wiosną 1920, sytuacja na froncie sprzyjała użyciu balonów obserwacyjnych do współpracy z artylerią i utrzymaniu stałego dozoru wojsk nieprzyjaciela.
25 stycznia 1920 III Batalion Aeronautyczny por. obs. bal. Konstantego Kamieńskiego został włączony w skład Dywizji Pomorskiej płk. Skrzyńskiego. Otrzymał zadanie, polegające na natychmiastowym przejęciu pozostawionych przez Niemców w Toruniu urządzeń balonowych.
W trakcie ofensywy kijowskiej batalion przydzielono do grupy operacyjnej płk. Józefa Rybaka.
Do momentu odwrotu 3 Armii spod Kijowa balony batalionu wykonały niewielką liczbę wzlotów ze względu na niekorzystną sytuację terenową.
Z chwilą rozpoczęcia ofensywy Armii Czerwonej podstawowa działalność batalionów aeronautycznych stała się niemożliwa ze względu na ruchomość frontu i dużą ruchliwość wojsk nieprzyjaciela. Również znaczne rozproszenie własnej artylerii oraz utrudnione przesuwanie ciężkich balonów poszczególnych kompanii aeronautycznych uniemożliwiły ich zasadnicze wykorzystanie.
W czasie odwrotu kompania z dowódcą batalionu por. K. Kamieńskim wycofywała się wraz ze sztabem grupy artylerii płk. Aleksandrowicza. Osłaniała ona dowództwo grupy artylerii. Druga z kompanii wycofywała się wraz z taborem samochodowym. Kompanie scalono w batalion w miejscowości Korosteń, skąd wycofany został do Poznania.
Na początku lipca 1920, po reorganizacji, batalion wszedł w skład sformowanego 1 pułku aeronautycznego, a po jego rozwiązaniu działał w składzie wojsk 5 Armii. Po rozejmie skierowany został do Torunia.

## Okres międzywojenny
Zawarcie traktatu rozejmowego w 1920 rozpoczęło proces przechodzenia oddziałów Wojska Polskiego na organizację pokojową. Po zakończeniu działań wojennych wojska balonowe nie zostały zredukowane. Zamiast redukcji personelu i sprzętu jak to miało miejsce w innych broniach, w wojskach balonowych nastąpiło zwiększenie liczby jednostek. W 1923 korpus wojsk aeronautycznych (jednostki lotnicze i balonowe) składał się z: 3 pułkowników, 21 podpułkowników, 28 majorów, 112 kapitanów, 218 poruczników i 11 podporuczników. 
Z dniem 20 czerwca 1924 została przeprowadzona reirganizacja wojsk balonowych, w wyniku której pozostawiono Baon Balonowy w Toruniu, a pozostałe zlikwidowano. W składzie Baonu Balonowego oprócz kompanii balonów obserwacyjnych znalazła się też jedna wydzielona kompania balonów zaporowych w Jabłonnie.
Po rozwiązaniu Centralnej Szkoły Balonowej w 1924, od 1927 przy Batalionie Balonowym (później – nr 1) w Toruniu funkcjonowała Szkoła Podchorążych Rezerwy Wojsk Balonowych, przemianowana w 1933 na Szkołę Podchorążych Rezerwy Balonów. W sumie w latach 1927–1939 szkołę podchorążych rezerwy ukończyło ponad 250 absolwentów, w tym około 70% zostało oficerami zarówno służby stałej, jak i rezerwy.
W 1929 nastąpiły zmiany w organizacji lotnictwa wojskowego, w tym i w wojskach balonowych. W 1929 na bazie wydzielonej kompanii balonów zaporowych z toruńskiego 1 Batalionu Balonowego sformowano 2 Batalion Balonowy w Jabłonnie.
Wiosną 1929 batalion został włączony w skład 2 Grupy Aeronautycznej. Dwa lata później, po likwidacji 2 Grupy Aeronautycznej, batalion został podporządkowany dowódcy 1 Grupy Aeronautycznej. Z dniem 1 stycznia 1936 batalion został włączony do składu 3 Grupy Aeronautycznej, która w tym samym roku została przemianowana na 3 Grupę Lotniczą. W składzie 3 Grupy Lotniczej pozostał do 1939.

## Wyposażenie
W 1924 we Francji skonstruowano balon obserwacyjny na uwięzi – Caquot BD. Rok później zapadła decyzja o wyposażeniu w balony tego typu polskiej armii. Umowę podpisano 23 kwietnia 1925. Pod koniec lat 20. uruchomiono w Wojskowej Wytwórni Balonów produkcję seryjną, pod oznaczeniem CZB-BD, a później WWB-BD i WBS-BD. Stanowiły one, wraz ze starszymi balonami CZB R-1 i CZB R-2 podstawowy sprzęt 1 batalionu balonowego w Toruniu i 2 batalionu balonowego w Legionowie.

## Żołnierze i święto
Dowódcy batalionu
- mjr Hilary Grabowski (od 23 V 1923[3])
- płk Aleksander Wańkowicz (1923, n.e. → szef wydziału w Dep. IV Żegl. Powietrznej MSWoj.)
- mjr / ppłk obs. bal. Jan Tadeusz Wolszlegier (20 VI 1924[4] – 27 IV 1934)
- mjr Konstanty Andrzej Rolicz-Kamieński (27 IV 1934 – 5 IX 1939)

Zastępcy dowódcy batalionu
- mjr Hilary Grabowski (od 20 VI 1924[5])
- mjr SG Adam Stebłowski (1 XII 1925 - 15 XII 1926 → Oddział III SG)
- mjr obs. bal. Julian Sielewicz (30 VIII 1927 - 28 I 1931 → dowódca 2 bbalon)
- kpt. Józef Świerzyński (p.o. od 26 III 1931[6])

Kwatermistrzowie
- mjr Aleksander Wilcz-Wilsz (20 VI 1924[5] – IV 1925[7])
- mjr Witold Markiewicz (od IV 1925[7])

Oficerowie
- por. obs. bal. Wiktor Zenon Antoni Dobrzański
- por. obs. bal. Kazimierz Jaklewicz

Święto batalionu przypadało na dzień 5 maja.

## Mobilizacja 1939

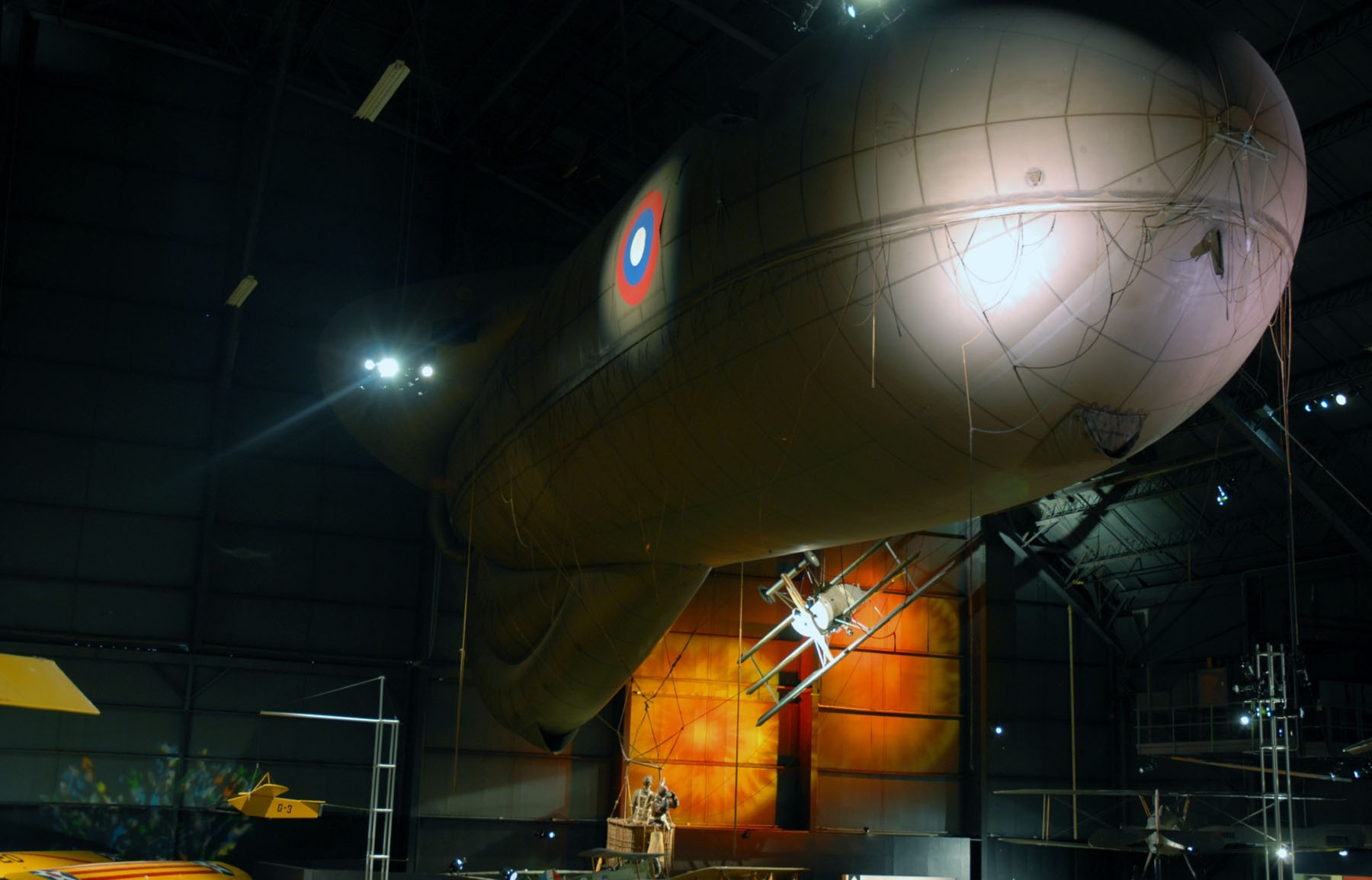
Balon obserwacyjny Caquot R

Podczas mobilizacji batalion zmobilizował następujące kompanie balonowe z przydziałami do:
- 1 kompania balonów obserwacyjnych – Armia Pomorze – dowódca kpt. obs. bal. Tadeusz Michał Kasprzycki
  - zastępca dowódcy – ppor. Maksymilian Marian Michalak
  - obserwator – por. rez. Mieczysław Maszczyk
  - obserwator – ppor. Zbigniew Hampel
  - obserwator – ppor. rez. Edmund Naskrent
  - obserwator – sierż. pchor. rez. Zbigniew Antoni Glinicki
  - oficer techniczny – ppor. rez. Czesław Marek Gołębiewski
  - szef kompanii – st. sierż. Filip Bekas
- 2 kompania balonów obserwacyjnych – Armia Prusy – dowódca kpt. obs. bal. Stanisław Brenk
  - zastępca dowódcy – ppor. Edward Lesisz
  - obserwator – por. rez. Tadeusz Józef Kunkel
  - obserwator – ppor. rez. Adam Węgiel
  - obserwator – ppor. rez. Franciszek Staszewski
  - obserwator – ppor. rez. Marian Wronka
  - obserwator – plut. pchor. rez. Jerzy Karol Faczyński
  - oficer techniczny – chor. Roman Piórkowski
  - szef kompanii – st. sierż. Jan Zimorski
- 3 kompania balonów obserwacyjnych – Armia Łódź – dowódca por. obs. bal. Stanisław Patalan
  - zastępca dowódcy – ppor. Stanisław Mieczysław Parfus
  - obserwator – ppor. rez. Władysław Żurawski
  - obserwator – ppor. rez. Longin Bronisław Kokociński
  - obserwator – NN
  - obserwator – NN
  - oficer techniczny – NN
  - szef kompanii – sierż. Michał Blezień
- 4 kompania balonów obserwacyjnych – Armia Poznań – dowódca kpt. obs. bal. Kazimierz Mensch
  - zastępca dowódcy - NN
  - obserwator – ppor. rez. Zdzisław Jan Mafeniuk
  - obserwator – por. rez. Franciszek Bodzioch
  - obserwator – ppor. rez. Tadeusz Mieczysław Antoni Włodek
  - obserwator – ppor. rez. Sykstus Mieczysław Wojtych
  - oficer techniczny – NN
  - szef kompanii – NN
- 5 kompania balonów obserwacyjnych – Armia Modlin – dowódca por. obs. bal. Antoni Narkiewicz
  - zastępca dowódcy - NN
  - obserwator – por. rez. Jan Stanisław Döllinger
  - obserwator – ppor. rez. Zygmunt Łada
  - obserwator – plut. pchor. rez. Jan Jerzy Makowski
  - obserwator – pchor. rez. (?) Cybulski
  - oficer techniczny – NN
  - szef kompanii – NN

Zmobilizowana kompania balonów obserwacyjnych liczyła 6 oficerów obserwatorów balonowych oraz 190 podoficerów i szeregowych. Kompania balonów obserwacyjnych według etatu powinna była posiadać na stanie dwie powłoki balonowe (typu BD), dwie dźwigarki oraz tabor samochodowy.
Kompania balonów zaporowych składała się z drużyny dowódcy, 2 plutonów balonów zaporowych typu N i NN po 5 tandemów oraz plutonu transportowego i plutonu parkowego. w 1939 roku na jej bazie zmobilizowano:
- 1 kompania balonów zaporowych – Warszawa – dowódca kpt. obs. bal. Czesław III Gałecki
  - dowódca I plutonu – plut. pchor. rez. Jerzy Roman Dereń
  - dowódca II plutonu – ppor. rez. Witold Stanisław Pujkiewicz
  - dowódca plutonu technicznego – NN
  - szef kompanii – NN
- 2 kompania balonów zaporowych – Warszawa – dowódca por. obs. bal. Kazimierz Nowicki
  - dowódca I plutonu – ppor. rez. Jan Gorliwy
  - dowódca II plutonu – NN
  - dowódca plutonu technicznego – NN
  - szef kompanii – NN